# Gamla bron
Gamla bron (Starý most) je nejstarší stojící most přes řeku Ume o délce 301 metrů, byl postaven v roce 1863 a v současnosti je přístupný pouze pěším a cyklistům.
Před výstavbou mostu byl možný přechod přes řeku Ume pouze po ledě v zimě a v ostatních ročních obdobích přívozem. Během druhé ruské okupace Umeå při Finské válce v roce 1809 Rusové postavili pontonový most z klád přes řeku, který byl krátce poté zničen jarní povodní. Stavba mostu přes řeku byla dlouho považována za příliš nákladnou, až guvernér Västerbottenu Gustaf Munthe, který nastoupil do úřadu v roce 1856, se začal zajímat o problematiku a nechal prověřit, kde by bylo možné most postavit a jaká by byla cena výstavby. Průzkum ukázal, že vhodné místo je pouze mimo město, proti proudu řeky a náklady na samotnou stavbu by činily 65.450 švédských korun. Další doprovodné náklady by zvýšily celkové náklady na 86.000 švédských korun.

Se stavbou mostu bylo započato v roce 1860, otevřen byl v roce 1863 a po dlouhou dobu se za použití mostu platilo mýtné. Po deseti letech bylo zjištěno, že původní dřevěnou konstrukci je třeba vyměnit, takže v letech 1894-1895 byla nahrazena ocelovou a most získal vzhled, který má dodnes. V roce 2013 byly objeveny závady na konstrukci, které bylo nutno opravit.